# 吉田雅夫
吉田 雅夫（よしだ まさお、1915年1月2日 - 2003年11月17日）は、日本のフルート奏者。北海道出身。本名︰吉田 正雄。NHK交響楽団首席奏者、東京藝術大学教授、日本フルート協会会長を務めた。演奏者、教育者として日本フルート界の発展に尽力し、多大な功績を残した。

## 生涯
幼少より音楽に強い興味を示し、15歳ではじめにピッコロを、間もなくフルートを始めた。中学校（旧制）卒業にあたって音楽学校へ進むことを親に反対され、慶應義塾大学法学部法律学科（フランス法）に入学。在学中はマンドリンクラブとワグネル・ソサイエティ・オーケストラに在籍した。大学で同姓同名の人物が3人おり、別人宛の月謝の督促状が届いたことに腹を立てて、以後「雅夫」を名乗るようになった。卒業後、会社勤めをしたが肌に合わず、昼休みに隣にあったNHKで国民歌謡の演奏をする仕事をしていた。1年2か月で会社を辞め、東京音楽学校（現東京藝術大学音楽学部）に入学したが、軍事教練ばかりで音楽の勉強ができなかったことから半年で自主退学し、ビクター・スタジオオーケストラで流行歌の伴奏などをした。
1941年から新交響楽団（後に日本交響楽団と改称、現NHK交響楽団）で仕事をするようになる。当時の新交響楽団で首席フルート奏者だった奥好寛が宮内省楽部所属だったため、太平洋戦争の開戦で東京を離れることができず、地方演奏旅行のために吉田が翌年入団することとなった。当時、吉田が日本ではまだ珍しかったヴィブラートをつけた演奏をしていたことで、入団に反対する意見もあった。この頃、マルセル・モイーズのレコードを聴き、衝撃を受ける。吉田はフルートを独学しており、後に40歳でヨーロッパへ留学するまで師はいなかったため、レコードや書物などで研究を積むと共に、オーケストラの指揮者から音楽に必要な多くの要素を学んだ。戦時中、楽譜や書物を空襲から避けて庭に埋めて隠していたため、クヴァンツの『フルート奏法試論』などは土の湿気でぼろぼろになったという逸話が残っている。
NHK交響楽団（日本交響楽団）では独奏者として定期演奏会に9回、特別演奏会に20数回出演。モーツァルトの「フルートとハープのための協奏曲」、イベールのフルート協奏曲を日本初演したほか、尾高尚忠追悼演奏会では林光補筆になる尾高のフルート協奏曲（大編成オーケストラ版、作品30b）を世界初演した。
1954年にカラヤンが来日し、NHK交響楽団でブラームスの交響曲第1番を指揮したときに吉田の演奏を褒め、翌年カラヤンの招きによってヨーロッパ留学が実現することとなった。これは戦後、管楽器奏者がヨーロッパへ留学した最初の例であり、大きなニュースとなった。ヨーロッパでは、まずチューリッヒでアンドレ・ジョネに約1か月、その後ウィーンでハンス・レツニチェックに学んだ。吉田にとってこの留学は、それまでの自分の奏法を確認・修正するとともに、音楽をより深く学び、その周辺文化を吸収する場となった。この経験は後年、後進の育成に際して大いに生かされることとなる。留学は半年間の予定であったが、吉田の希望によってさらに半年延長された。
1960年、NHK交響楽団のヨーロッパ演奏旅行では、外山雄三の『管弦楽のためのラプソディ』を全公演で演奏した。この作品の中で「信濃追分」が用いられている部分は、フルート・ソロの馬子唄となっている。ミラノ・スカラ座での公演後、一人の男性が寄ってきて「自分は7か国語を話すが何語が良いか」と問われて「ドイツ語で」と返答すると、「今日のフルート・ソロはフランスでもない、ドイツでもない、イタリアでもない、まさに日本だ。聞かせてくれてありがとう」と述べたという。この人物はチェリビダッケであった。
1962年のいわゆる「小澤事件」では反小澤征爾派の中心となった。
1963年、オーケストラ運営に対する考え方の違いをきっかけにNHK交響楽団を退団、東京藝術大学教授に就任し、教育方面に力を注ぐこととなった。ほかに昭和音楽大学、国立音楽大学の教授、武蔵野音楽大学、桐朋学園大学、山形大学、徳島文理大学、福岡音楽院、名古屋音楽大学の各講師を歴任した。日本人プロ・フルート奏者のほとんどが吉田の弟子、孫弟子であるといわれるほど、指導者としての功績は大きい。NHK教育テレビ『フルートとともに』の講師も務めた。
日本フルート協会の設立とともに会長となり、亡くなるまでその任にあった。1974年頃からは国際音楽コンクールなどの審査員も多数務めた。
晩年は東京藝術大学名誉教授、昭和音楽大学名誉教授、日本フルート協会会長、NHK交響楽団理事・団友、サントリー音楽財団理事、東京文化会館運営審議会理事、日本音楽教育文化振興会理事、日本音楽コンクール委員、日本演奏連盟理事等の役職にあった。受賞歴については年表を参照。
2003年11月17日、肺炎のため死去。享年88。翌年6月25日、「吉田雅夫先生追悼演奏会・偲ぶ会」が行われた。

## 年表
- 1915年　1月2日、北海道亀田郡亀田村（現函館市）に生まれる。
- 1930年　成城中学校（東京）3年のとき「少年団健児音楽隊」（現在でいう吹奏楽編成）に入団。最初ユーフォニアムだったが、すぐにピッコロに転向。使用した楽器は5キーのアルバート式。フルートも始める。
- 1938年　慶應義塾大学法学部卒業。日産化学工業入社。コンセール・ポピュレール（のち青年日本交響楽団と改名）に所属。
- 1939年　日産化学工業退社。9月、鈴木鎮一指揮の東京弦楽合奏団とバッハの『管弦楽組曲第2番』を演奏してデビューし、独奏者としての活動を始める。この演奏はNHKで放送された。
- 1940年　東京音楽学校に入学するが、9月に退学し、ビクター・スタジオオーケストラに入る。12月、コンセール・ポピュレールとモーツァルトの『フルート協奏曲第2番』を共演し、NHKで国際放送される。
- 1942年　2月、新交響楽団入団。5月、首席奏者になる。
- 1943年　日本交響楽団（新交響楽団から改称）で初の独奏となる、モーツァルトの『フルート協奏曲第2番』をローゼンシュトック指揮により大阪で演奏。
- 1946年　モーツァルトの『フルートとハープのための協奏曲』を日本初演。
- 1950年　2月、イベールの『フルート協奏曲』を日本初演。
- 1951年　3月5日、尾高尚忠の『フルート協奏曲』（大編成オーケストラ版、作品30b、林光補筆）を世界初演。
- 1953年　東京藝術大学で教え始める。
- 1955年　1月、ヨーロッパに留学。アンドレ・ジョネとハンス・レツニチェックに学ぶ。翌年帰国。
- 1963年　3月、NHK交響楽団を退団。東京藝術大学教授に就任。
- 1966年　日本フルート協会設立、初代会長となる。
- 1971年　NHK教育テレビ『フルート教室』講師。
- 1972年　スイスのボスヴィルで開かれていたマルセル・モイーズの講習会に客員として招かれる。これは1975年まで続いた。
- 1976年　第27回NHK放送文化賞受賞。
- 1980年　紫綬褒章。
- 1984年　昭和音楽大学教授に就任。
- 1986年　勲三等旭日中綬章およびNHK交響楽団有馬賞受賞。
- 1989年　モービル音楽賞受賞。
- 1994年　第50回日本芸術院賞・恩賜賞 受賞。
- 2003年　死去。

## 出演番組
- フルート教室（NHK教育）
- フルートとともに（NHK教育）

## 著書・訳書
著書
- 『フルート教則本』 全音楽譜出版社、1956年、ISBN 4115480106
- 『フルート教本 演奏の原則、練習法、楽曲分析のために』 シンフォニア、1979年、2000年改定、ISBN 4883954129
- 『フルートと私』 シンフォニア、1980年、ISBN 4883951014
- 『よい演奏をするために 私の演奏体験の中の「演奏原理」』 シンフォニア、1997年
- 『フルートの正しい吹き方を考える ザ・フルート「吉田塾」』 アルソ出版、1997年
- 『フルートの心 I』 アルソ出版、1998年（フルート協会会報巻頭言集）
- 『フルートの心 II』 アルソ出版、2000年

訳書（共訳を含む）
- 『器楽演奏家に必要な 和声の基本と和声分析』 シンフォニア、1981年
- 『オーケストラの知識 指揮・合奏・鑑賞のために』（T.メリッヒ） シンフォニア、1981年
- 『フルートを語る』（ジェームズ・ゴールウェイ） シンフォニア、1985年
- 『音楽、わが愛』（ジャン＝ピエール・ランパル） シンフォニア、1992年
- 『完全なフルート奏法 第1巻、第2巻』（ポール・タファネル&フィリップ・ゴーベール） シンフォニア、2000年

## 録音
- 『フルートの至芸』（ビクター、 VICC-2066）
- 尾高尚忠『フルート協奏曲』（キング、 NKCD614）
- 諸井誠『無伴奏フルートのためのパルティータ』 1953年コロムビアSP録音（ローム復刻盤選集ⅣCD５にて復刻）

ほかNHK交響楽団などにおける録音は数百曲に上る。